# Hilary Engisch
Hilary Engisch-Klein (* 18. Dezember 1957 in Vermont), bei der FIS fälschlicherweise Engish, ist eine ehemalige US-amerikanische Freestyle-Skierin. Sie war auf die Buckelpisten-Disziplin Moguls spezialisiert. Im Freestyle-Skiing-Weltcup dominierte sie die ersten Jahre auf der Buckelpiste und gewann viermal die Disziplinenwertung sowie 22 Einzelwettbewerbe.

## Biografie

### Kindheit und Jugend

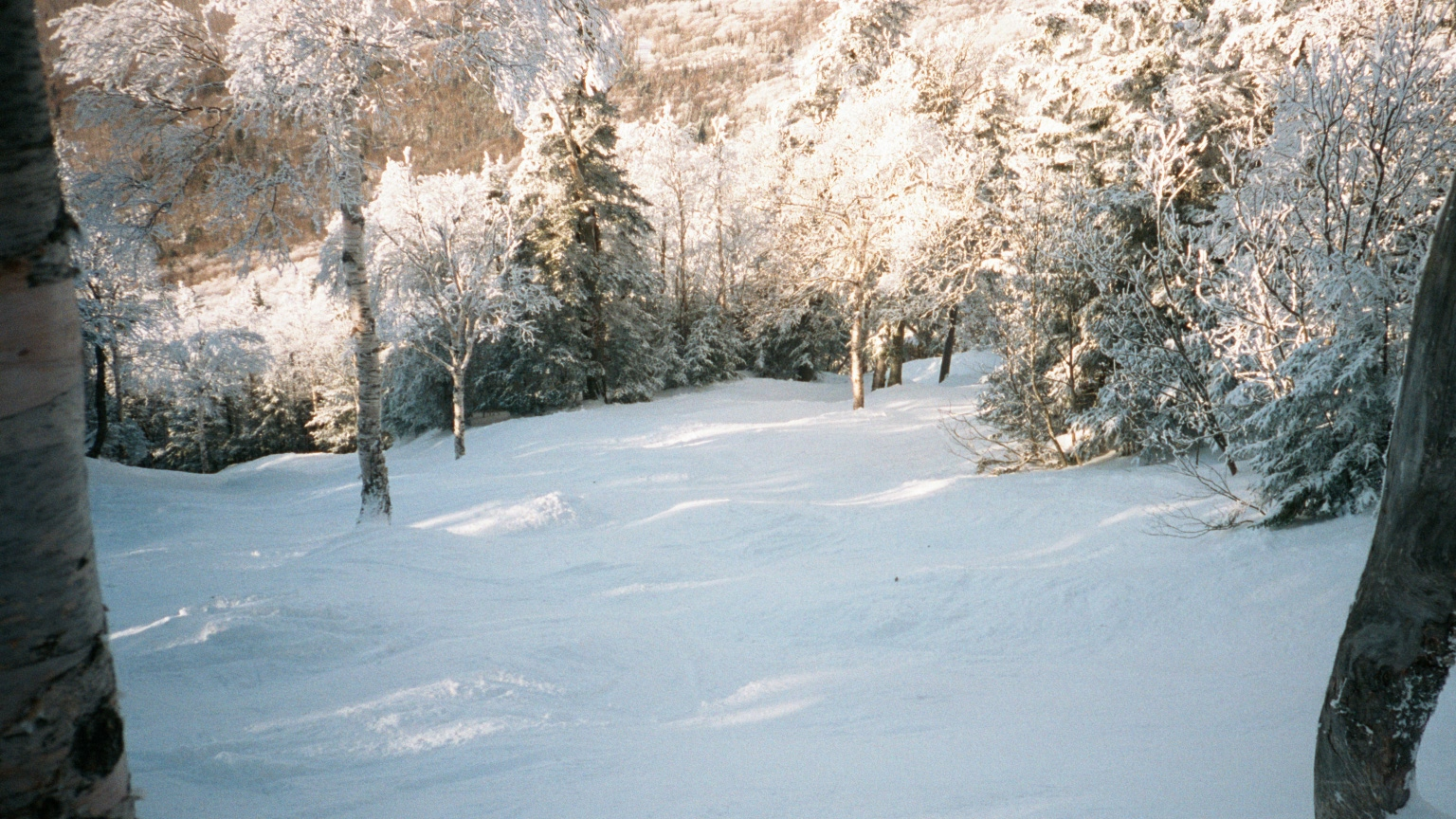
Buckelpiste in Smugglers’ Notch

Hilary Engisch kam 1957 als Tochter des Arztes Robert Engisch (1929–2011) und der Künstlerin Joan (geb. Lloyd, 1931–1985) in Vermont zur Welt. Ihr Vater arbeitete als Neurologe in verschiedenen Krankenhäusern und seiner eigenen Praxis auf der 1964 erworbenen Familienfarm in Williston. Hilary wuchs mit zwei Schwestern und drei Brüdern auf und begann im frühen Kindesalter mit dem Skifahren. Im Skigebiet Smugglers’ Notch in den Green Mountains übte sie ihre Schwünge mit den eigenen Brüdern und Schwestern sowie den Geschwistern Barbara Ann, Bob, Lindy und Marilyn Cochran, die allesamt erfolgreiche Skirennläufer wurden. Im Alter von zehn Jahren fuhr sie Skirennen, war als Judoka aktiv und spielte Fußball. Den alpinen Skirennsport gab sie schließlich zugunsten des Freestyle-Skiings auf.

### Sportliche Laufbahn
Bis 1980 absolvierte Hilary Engisch ein Studium an der University of Vermont und war dabei als Fußballerin höchst erfolgreich. Zwischen 1977 und 1979 erzielte sie in drei Spielzeiten insgesamt 35 Treffer und sorgte mit 21 Toren in ihrer letzten Saison für einen neuen Universitätsrekord. 1979 führte sie das Team der Catamounts als Mannschaftskapitänin zu Platz drei in der Qualifikation für die NCAA-Finalrunde.
Hilary Engisch nahm 1978 in Silver Star, British Columbia, erstmals an einem professionellen Freestyle-Wettkampf teil und gewann auf der Buckelpiste trotz geborgtem Ski. Danach feierte sie einige weitere Siege bei hochdotierten Wettbewerben und debütierte im Januar 1980 im neu lancierten Freestyle-Skiing-Weltcup. Während sie beim allerersten Wettbewerb in den Pocono Mountains mit Rang elf enttäuschte, gewann sie am folgenden Tag ihren ersten Wettkampf. Mit zwei weiteren Siegen in Oberjoch und Whistler sicherte sie sich erwartungsgemäß den Gewinn der Moguls-Disziplinenwertung. 1980/81 gewann sie fünf von acht Saisonwettbewerben und stand ein weiteres Mal als Zweite auf dem Podest, leistete sich aber auch zwei Ausrutscher. Dennoch entschied sie die Disziplinenwertung erneut für sich. Im folgenden Winter festigte sie ihre Position als Nummer eins, indem sie acht von elf Wettbewerben gewann und zwei weitere Podestplätze belegte. Neben ihrem dritten Sieg in der Disziplinenwertung erreichte sie mit Rang sechs im Gesamtweltcup ein Karrierehoch. Nachdem sie in der Saison 1982/83 lediglich vier Wettkämpfe bestritten und die Wertung damit erstmals nicht gewonnen hatte, kehrte sie 1984 mit fünf Siegen an die Spitze zurück. Im selben Jahr zog sie sich im Rahmen der nationalen Meisterschaften einen Kreuzbandriss zu, gewann den Titel aber dennoch.
Damit musste Engisch für die gesamte Saison 1984/85 aussetzen und konnte erst im Januar 1986 wieder in den Weltcup zurückkehren. Mit den Rängen drei und acht gelang es ihr nicht, an frühere Erfolge anzuknüpfen. Bei den ersten Weltmeisterschaften in Tignes musste sie sich beim Sieg ihrer Landsfrau Mary Jo Tiampo mit Rang sechs begnügen. Im Januar 1987 gab sie am Rande des Weltcups am Mont Gabriel ihren Rücktritt vom Leistungssport bekannt.

### Weitere Karriere
Bereits während ihrer aktiven Laufbahn engagierte sich Engisch auch abseits der Piste für den Sport. So war sie etwa Mitbegründerin der Vermont Ski Training Foundation für junge Freestyler und schrieb vereinzelt für die Fachzeitschriften Ski und Skiing zu den Themen Buckelpiste und Skitechnik. Daneben arbeitete sie als Betreuerin für Mädchen und junge Frauen im Dienst eines Kriseninterventionsprogramms. Während ihrer Verletzungspause verfasste sie mit Park Smalley das Buch Skiing Freestyle und lernte im Flugzeug zum Verleger ihren späteren Ehemann, den Kanadier Steven Klein, kennen. Nach ihrem Karriereende wanderten die beiden nach Kalifornien aus, um einen eigenen Film zu verwirklichen. Dort erwarb sich Engisch einen UCLA-Abschluss in TV- und Filmproduktion sowie ein Schauspieldiplom am Stella Adler Acting Conservatory.
Später wirkte sie im Board of Directors der United States Ski and Snowboard Association (USSA) und arbeitete mit Non-Profit-Organisationen wie March of Dimes und der Cystic Fibrosis Foundation sowie den Special Olympics zusammen. 2009 erkrankte sie  an Brustkrebs und gründete nach überstandener Krankheit das gemeinnützige Projekt Kids on Top, das kranke Kinder bei der Ausübung von Natursport unterstützen soll.
Hilary Engisch lebt in Ottawa und Stowe und hat mit Steven Klein (1959–2019) drei Töchter.

## Rezeption
Nach der Spezialisierung der einzelnen Freestyle-Disziplinen ging die nur 1,52 Meter große Hilary Engisch als erste Seriensiegerin auf der Buckelpiste in die Geschichte der Sportart ein. Skiing bezeichnete sie 1982 als „best female mogul skier alive“. Wenngleich sie selbst nicht mehr daran teilnahm, wird ihr wie vielen anderen Spitzenathleten zu Beginn der Weltcup-Ära eine wichtige Rolle bei der Hinführung des Freestyle-Skiings zu den Olympischen Spielen zugeschrieben. 1984 wählten sie sowohl der US-Skiverband USSA als auch die heimischen Sportreporter zur Athletin des Jahres. Nach dem Karriereende wurde Engisch mit der Aufnahme in verschiedene Ruhmeshallen geehrt, darunter 1990 die UVM Athletic Hall of Fame und 2018 die U.S. Ski and Snowboard Hall of Fame. Die Sports Illustrated wählte sie 1999 auf Platz 16 der 50 größten Sportler ihres Heimatbundesstaats Vermont.

## Erfolge

### Weltmeisterschaften
- Tignes 1986: 6. Moguls

### Weltcupwertungen
| Saison  | Gesamt                              | Gesamt                              | Moguls                              | Moguls                              |
| Saison  | Platz                               | Punkte                              | Platz                               | Punkte                              |
| ------- | ----------------------------------- | ----------------------------------- | ----------------------------------- | ----------------------------------- |
| 1980    | 9.                                  | 29                                  | 1.                                  | 29                                  |
| 1981    | 7.                                  | 47                                  | 1.                                  | 47                                  |
| 1982    | 6.                                  | 48                                  | 1.                                  | 48                                  |
| 1983    | 14.                                 | 8                                   | 4.                                  | 33                                  |
| 1984    | 9.                                  | 12                                  | 1.                                  | 70                                  |
| 1984/85 | verletzungsbedingt keine Ergebnisse | verletzungsbedingt keine Ergebnisse | verletzungsbedingt keine Ergebnisse | verletzungsbedingt keine Ergebnisse |
| 1985/86 | 20.                                 | 7                                   | 9.                                  | 28                                  |

### Weltcupsiege
Engisch errang im Weltcup 29 Podestplätze, davon 22 Siege:
| Datum           | Ort               | Land        | Disziplin |
| --------------- | ----------------- | ----------- | --------- |
| 8. Januar 1980  | Poconos           | USA         | Moguls    |
| 1. März 1980    | Oberjoch          | Deutschland | Moguls    |
| 28. März 1980   | Whistler          | Kanada      | Moguls    |
| 16. Januar 1981 | Livigno           | Italien     | Moguls    |
| 3. Februar 1981 | Laax              | Schweiz     | Moguls    |
| 4. Februar 1981 | Laax              | Schweiz     | Moguls    |
| 18. März 1981   | Mount Norquay     | Kanada      | Moguls    |
| 19. März 1981   | Mount Norquay     | Kanada      | Moguls    |
| 2. Januar 1982  | Snoqualmie        | USA         | Moguls    |
| 8. Januar 1982  | Blackcomb         | Kanada      | Moguls    |
| 29. Januar 1982 | Sugarbush         | USA         | Moguls    |
| 4. Februar 1982 | Mont Sainte-Anne  | Kanada      | Moguls    |
| 5. Februar 1982 | Mont Sainte-Anne  | Kanada      | Moguls    |
| 5. März 1982    | Adelboden         | Schweiz     | Moguls    |
| 14. März 1982   | Livigno           | Italien     | Moguls    |
| 24. März 1982   | Tignes            | Frankreich  | Moguls    |
| 16. März 1983   | Angel Fire        | USA         | Moguls    |
| 13. Januar 1984 | Stoneham          | Kanada      | Moguls    |
| 8. März 1984    | Campitello Matese | Italien     | Moguls    |
| 11. März 1984   | Campitello Matese | Italien     | Moguls    |
| 21. März 1984   | Sälen             | Schweden    | Moguls    |
| 28. März 1984   | Tignes            | Frankreich  | Moguls    |

### Weitere Erfolge
- Mindestens ein US-amerikanischer Meistertitel (Moguls 1984[3])
- Mehrere Siege in der Prä-Weltcup-Ära
- Gesamtsieg und fünf Einzelsiege auf der Pro Mogul Tour 1981

## Auszeichnungen
- 1984: USSA Athlete of the Year
- 1984: Sportswoman of the Year (U.S. Sportscasters)
- 1990: Aufnahme in die University of Vermont Athletic Hall of Fame[5]
- 2009: Aufnahme in die Mansfield Ski Club Hall of Fame
- 2010: Aufnahme in die Vermont Ski Museum Hall of Fame
- 2018: Aufnahme in die U.S. Ski and Snowboard Hall of Fame
- 2018: Aufnahme in die Vermont Sports Hall of Fame